# CSMA/CA
Carrier Sense Multiple Access With Collision Avoidance или Carrier sensing multiple access with collision avoidance (если как в тексте рекомендации ITU-R M.1450) (CSMA/CA, «множественный доступ с контролем несущей и избеганием коллизий» или «многостанционный доступ с контролем несущей и предотвращением конфликтов» (перевод в русском тексте рекомендации ITU-R M.1450)) — это сетевой протокол, в котором:
- используется схема прослушивания несущей волны
- станция, которая собирается начать передачу, посылает jam signal (сигнал затора)
- после продолжительного ожидания всех станций, которые могут послать jam signal, станция начинает передачу фрейма
- если во время передачи станция обнаруживает jam signal от другой станции, она останавливает передачу на отрезок времени случайной длины и затем повторяет попытку

CSMA/CA — это модификация чистого Carrier Sense Multiple Access (CSMA). В статье, посвящённой этому протоколу, содержится подробное его описание.
CSMA/CA отличается от CSMA/CD тем, что коллизиям подвержены не пакеты данных, а только jam-сигналы. Отсюда и название «Collision Avoidance» — предотвращение коллизий (именно пакетов данных).
Избегание коллизий используется для того, чтобы улучшить производительность CSMA, отдав сеть единственному передающему устройству. Эта функция возлагается на «jamming signal» в CSMA/CA. Улучшение производительности достигается за счёт снижения вероятности коллизий и повторных попыток передачи. Но ожидание jam signal создаёт дополнительные задержки, поэтому другие методики позволяют достичь лучших результатов. Избегание коллизий полезно на практике в тех ситуациях, когда своевременное обнаружение коллизии невозможно — например, при использовании радиопередатчиков.
- Apple LocalTalk реализует CSMA/CA в электрических шинах, используя трёхбайтный jam signal.
- 802.11 RTS/CTS реализует CSMA/CA, используя короткие сообщения: Request to Send (запрос на отправку) и Clear to Send (готовность к отправке).

Этот метод доступа используется в группе стандартов беспроводной связи 802.11, а также в похожем стандарте беспроводной связи (только разработанным в Европе) HiperLAN/2 (англ.).